# Sainte-Christie
Sainte-Christie è un comune francese di 559 abitanti situato nel dipartimento del Gers nella regione dell'Occitania.

## Società

### Evoluzione demografica
Abitanti censiti